# Natrosulfatourea
La natrosulfatourea és un mineral de la classe dels minerals orgànics. Rep el nom per la seva composició química, que inclou sodi (natro), sulfat i urea.

## Característiques
La natrosulfatourea és un compost orgànic de fórmula química Na₂(SO₄)[CO(NH₂)₂]. Va ser aprovada com a espècie vàlida per l'Associació Mineralògica Internacional l'any 2020, sent publicada per primera vegada el 2021. Cristal·litza en el sistema ortoròmbic. La seva duresa a l'escala de Mohs és 1,5.
Les mostres que van servir per a determinar l'espècie, el que es coneix com a material tipus, es troben conservades a les col·leccions mineralògiques del Museu d'Història Natural del Comtat de Los Angeles, a Los Angeles (Califòrnia) amb els números de catàleg: 74491 i 74492.

## Formació i jaciments
Va ser descoberta a la mina Rowley, situada a la localitat de Theba, al comtat de Maricopa (Arizona, Estats Units), on s'ha trobat en forma de prismes incolors no maclats de fins a 0,3 mm de mida, associada a urea, aftitalita i al·lantoïna. Aquesta mina estatunidenca és l'únic indret de tot el planeta on ha estat descrita aquesta espècie mineral.